# 48-я пехотная дивизия (Российская империя)
48-я пехотная дивизия — пехотное соединение в составе российской императорской армии
Штаб дивизии: Самара. Входила в 24-й армейский корпус.

## История дивизии

### Боевые действия
В XXIV корпусе (Цуриков, Некрасов) прославилась 48-я пехотная дивизия Корнилова — у Стрыя, Мезо-Лаборча, Такошан, Малого Перемышля и Гомонны в Венгрии. Воодушевлённые своим вождём, измаильцы, очаковцы, ларго-кагульцы и рымникцы не спрашивали, сколько врагов, а только, где они. За семь месяцев многотрудной суворовской горной войны с октября 1914 года по апрель 1915 года [187] они взяли 35 000 пленных.

Понеся жестокие потери у Дуклы (самой жестокой была утрата Корнилова), дивизия под командой генерала Е. Ф. Новицкого отчаянно билась всё лето 1915 года, особенно отличившись на Таневе, где контратаковала через реку, по грудь в воде. В строю Очаковского полка после этого дела осталось только 60 штыков (взвод), но он ни на мгновение не утратил своей боеспособности— Керсновский А.А. История Русской армии
Дивизия – участница Люблин-Холмского сражения 9 – 22 июля 1915 г. В июне 1916 г. выдержала газобаллонную атаку противника.
В декабре 1917 года 48-я пехотная дивизия был мусульманизирована и в январе 1918 года вошла, с приданной артиллерией, в состав 1-го Мусульманского корпуса на Румынском фронте, однако уже 8 февраля мусульманизация была отменена. 11 февраля 1918 года приказано дивизию с её артиллерией расформировать, а материальную часть и имущество направить на формирование 4-й пехотной мусульманской дивизии 1-го Мусульманского корпуса.

## Состав дивизии
- 1-я бригада (Самара)
  - 189-й пехотный Измаильский полк
  - 190-й пехотный Очаковский полк
- 2-я бригада (Оренбург)
  - 191-й пехотный Ларго-Кагульский полк
  - 192-й пехотный Рымникский полк
- 48-я артиллерийская бригада (Самара)

## Командование дивизии

### Начальники дивизии
- 05.07.1910 — 24.08.1914 — генерал-майор (с 17.10.1910 генерал-лейтенант) Погорецкий, Сергей Тимофеевич
- 19.08.1914 — 12.05.1915 — генерал-майор (с 15.02.1915 генерал-лейтенант) Корнилов, Лавр Георгиевич
- 12.05.1915 — 22.04.1917 — генерал-майор Свиты Е. И. В. (с 05.07.1915 генерал-лейтенант) Новицкий, Евгений Фёдорович
- 22.04.1917 — 17.08.1917 — генерал-майор Пневский, Николай Вячеславович
- 07.09.1917 — 05.01.1918 — генерал-майор Новаков, Евгений Иванович
- с 05.01.1918 — (вр.и.д. начальника) полковник Соболевский

### Начальники штаба дивизии
- 16.10.1904 — 05.05.1906 — полковник Верховский, Сергей Иванович
- 13.07.1910 — 05.10.1910 — полковник Бурский, Павел Дмитриевич
- 05.10.1910 — 16.11.1914 — полковник Думброва, Лев Трофимович
- 16.11.1914 — 19.01.1915 — полковник Кавтарадзев, Александр Иванович
- 22.07.1915 — 17.12.1916 — подполковник (с 06.12.1915 полковник) Григорьев, Георгий Владимирович
- 15.03.1917 — 30.11.1917 — подполковник (с 15.08.1917 полковник) Байов, Владимир Константинович

### Командиры 1-й бригады
После начала Первой мировой войны в дивизии была оставлена должность только одного бригадного командира, именовавшегося командиром бригады 48-й пехотной дивизии.
- 07.06.1910 — 29.07.1914 — генерал-майор Рудаков, Борис Александрович

### Командиры 2-й бригады
- 03.06.1910 — 04.07.1913 — генерал-майор Буров, Аполлон Иванович
- 04.07.1913 — 17.08.1913 — генерал-майор Ваденшерна, Торстен Карлович
- 27.09.1913 — 19.04.1915 — генерал-майор Койчев, Христо Нейкович
- 19.04.1915 — 08.07.1915 — генерал-майор Попович-Липовац, Йован Юрьевич
- 04.07.1917 — 10.02.1918[7] — генерал-майор Асташёв, Александр Васильевич

### Командиры 48-й артиллерийской бригады
- 01.08.1910 — 31.03.1911[8] — генерал-майор Дмитриев, Михаил Андреевич
- 31.03.1911 — 02.04.1913 — генерал-майор Белихов, Николай Васильевич
- 02.04.1913 — 23.04.1915[9] — генерал-майор Шульман, Арнольд Христофорович
- 10.06.1915 — 23.07.1916 — генерал-майор Синеоков, Николай Григорьевич
- 27.07.1916 — 04.12.1917 — генерал-майор Челюсткин, Михаил Михайлович